# Joseph Lane

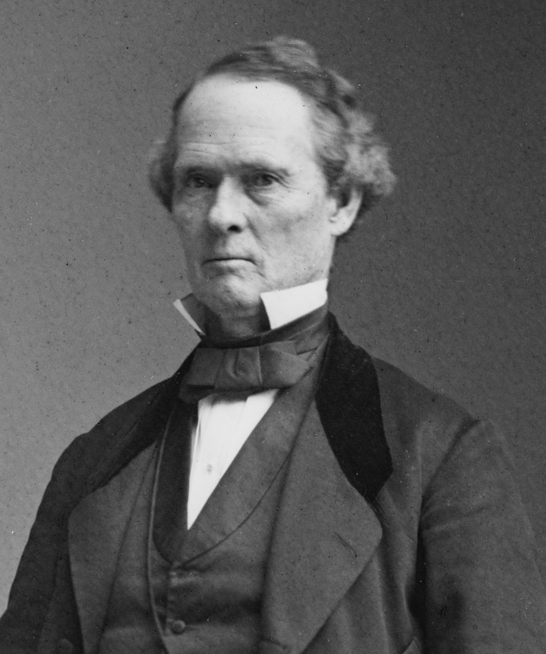
Joseph Lane

Joseph Lane, född 14 december 1801 i Buncombe County, North Carolina, död 19 april 1881 i Roseburg, Oregon, var en amerikansk demokratisk politiker. Han var guvernör i Oregonterritoriet 1848–1850. Han representerade Oregon i USA:s senat 1859–1860.
Lane flyttade 1821 till Indiana och var där verksam som jordbrukare och delstatspolitiker. Han deltog i mexikansk-amerikanska kriget och förde befäl över en brigad i slaget vid Buena Vista.
Oregonterritoriet bildades 1848 och president James K. Polk utnämnde Lane till guvernör. Han avgick 1850. Han representerade sedan Oregonterritoriet som icke röstberättigad delegat i USA:s kongress 1851–1859. Lane var dessutom tillförordnad guvernör i Oregonterritoriet från 16 maj till 19 maj 1853. Oregon blev 1859 USA:s 33:e delstat och till de två första senatorerna valdes Lane samt Delazon Smith. Lane efterträddes 1861 som senator av James Nesmith.
Lane, som ursprungligen var baptist, konverterade 1867 till katolicismen. Frimuraren Lane gravsattes på Masonic Cemetery i Roseburg. Gravplatsen flyttade senare till Roseburg Memorial Gardens.